# Appat (Insel, Qaanaaq)
Appat (dänisch Saunders Ø, Inuktun Agpat) ist eine grönländische Insel im Distrikt Qaanaaq in der Avannaata Kommunia.

## Geografie
Die unbewohnte Insel liegt 18 km westlich der US-amerikanischen Thule Air Base zwischen der zehn Kilometer südwestlich gelegenen Insel Qeqertarsuaq (Wolstenholme Ø) und der kleinen Inselgruppe Qeqertaarsuit (Manson Øer) im Nordosten. Sie ist etwa 15 km lang und etwa halb so breit. Flächenangaben variieren zwischen 92,2 km² und 120 km². Das Innere der Insel besteht aus einem bis zu 380 Meter hohen Plateau, das steil zum Meer hin abfällt. Im Osten und Südwesten gibt es am Fuße des Kliffs kleine flache Geröllstrände.
Geologisch wird Appat von der Narsaarsuk-Formation gebildet, einer zyklischen Abfolge von Schichten aus rotem Sandstein, grauem grobkristallinem Dolomit und feinkörnigem Dolomit.

## Fauna
An der Nordwestküste gibt es Brutkolonien von Seevögeln, weshalb die Insel von BirdLife International als Important Bird Area (GL008) ausgewiesen wird. 1983 wurde die Population der Dickschnabellumme auf 143.000 Brutpaare geschätzt. Weiterhin vertreten sind der Eissturmvogel, die Dreizehenmöwe, die Gryllteiste und der Papageitaucher.

## Geschichte
Die Insel wurde 1852 von Edward A. Inglefield zu Ehren des britischen Seeoffiziers James Saunders (1814–1867) benannt, der 1848/49 als Kapitän der North Star vor der Insel überwinterte.
Die Insel wird von den Inughuit für die Jagd genutzt und auf ihr sind zahlreiche Spuren früherer Besiedelung zu finden. Der grönländische Name Appat („Lummen“) der Insel bezieht sich auf die dort brütenden Vögel.
1903/04 überwinterte die dänische Literarische Expedition unter Leitung von Ludvig Mylius-Erichsen auf Appat. Ihr Ziel war die ethnografische Beschreibung des Lebens der Polareskimos. Neben der Aufzeichnung von lokalen Mythen entstanden auch zahlreiche Gemälde.

Am 21. Januar 1968 stürzte ein B-52-Bomber der United States Air Force auf das Eis zwischen der Thule Airbase und Appat und explodierte. Plutonium aus den mitgeführten vier Wasserstoffbomben wurde freigesetzt und kontaminierte eine Eisfläche von zwölf Hektar und den Meeresboden, da die Explosion ein 2500 m² großes Loch in das 60 cm dicke Eis gesprengt hatte. Noch zehn Jahre später konnte 239,240Pu auf Appat und Qeqertarsuaq nachgewiesen werden.